# Щученка
Щученка (рос. Щученка) — присілок в Дятьковському районі Брянської області Російської Федерації.
Населення становить 85 осіб. Входить до складу муніципального утворення Слободищенське сільське поселення.

## Історія
Від 2005 року входить до складу муніципального утворення Слободищенське сільське поселення.

## Населення
| 2010 | 2013 |
| ---- | ---- |
| 43   | ↗85  |